# Cruel Summer (utwór Taylor Swift)
Cruel Summer – piosenka amerykańskiej wokalistki i autorki tekstów Taylor Swift, pochodząca z jej siódmego albumu studyjnego Lover, wydanego 23 sierpnia 2019. Została napisana we współpracy z muzykami St. Vincent oraz Jackiem Antonoffem. Łączy style synth-pop, industrial pop i electropop, wykorzystując m.in. syntezatory i zniekształcone wokale. Tekst utworu opowiada o letnim romansie przeżywanym w bolesnych okolicznościach.
Utwór spotkał się z uznaniem krytyków i był chwalony za chwytliwą melodię, porywającą produkcję oraz kompozycję. Został uznany za jeden z najlepszych utworów Swift. Po wydaniu albumu Cruel Summer zadebiutował w pierwszej 30. różnych krajowych przebojów, w tym na liście Billboard Hot 100 w USA. Listy Billboard oraz Rolling Stone na koniec roku uznały utwór za jedną z najlepszych piosenek 2019.
Nagranie w Polsce uzyskało certyfikat dwukrotnie platynowej płyty.